# 50-50 클럽
50-50 클럽이란 스포츠 기록 용어이다.

## 야구
야구에서의 50-50 클럽이란 단일 시즌 동안 한 선수가 50개의 홈런과 50개의 도루를 동시에 달성하는 기록을 의미한다. 
한국프로야구인 KBO리그와 일본프로야구인 NPB에서는 한 명의 선수도 이 기록을 달성하지 못했으며 미국 메이저리그의 오타니 쇼헤이 선수가 야구 역사상 최초로 2024시즌에 50-50 클럽에 이름을 올렸다.

## 축구
50-50 클럽이란 축구에서 통산 50 득점, 50 도움을 달성하는 기록을 의미한다.

## 같이 보기
- 20-20 클럽
- 30-30 클럽
- 40-40 클럽